# بیتوم
بیتوم () (به لهستانی: Bytom) (به آلمانی: Beuthen) یکی از شهرهای جنوبی لهستان در نزدیکی کاتوویتس است.
این شهر جزء اتحادیه کلان‌شهرهای سیلزیایی علیا (با جمعیت ۲ میلیون نفر) واقع در بخش مرکزی غربی این اتحادیه است.
جمعیت بیتوم بر پایه آمار سال ۲۰۰۹ برابر با ۱۸۳٬۲۵۱ نفر و مساحتش ۶۹٫۴۴ کیلومتر مربع است.
این شهر در بلندی‌های سیلزیایی بر کرانه رود بیتومکا جای دارد.
بیتوم از زمان انجام تقسیمات جدید کشوری از سال ۱۹۹۹ جزء استان سیلزیایی است، پیش از آن متعلق به استان کاتوویتس بود.
بیتوم یکی از شهرهای منظومه شهری (شهرگان) ۲٬۷ میلیون نفری ناحیه شهری کاتوویتس و کلان‌شهر سیلزیایی با جمعیتی حدود ۵٬۲۹۴٬۰۰۰ نفری است.